# 谢耶布
谢耶布，是匈牙利包尔绍德-奥包乌伊-曾普伦州所辖的一个村。总面积16.68平方公里，总人口500，人口密度30.0人/平方公里（2011年1月1日）。